# Штандарт президента Израиля
Штандарт президента Израиля (ивр. נס הנשיא‎) — государственный символ Израиля, флаг в виде штандарта, представляющий президента Государства Израиль.

## Описание
Это флаг квадратной формы, фон флага — синий с белой каймой, а в центре находится символ Государства Израиль. Символ появляется на штандарте Президента без щита (то есть без рамки, которая обычно его окаймляет). Цвет меноры, оливковых ветвей и слова «Израиль» на штандарте президента белый или серебристо-серый, в отличие от золотого цвета, в котором они появляются на других флагах.
Штандарт президента призван отметить присутствие президента страны, когда он находится где-то с официальным визитом. Например, во дворе здания Кнессета принято вывешивать штандарт Президента во время церемонии, на которой присутствует Президент государства Израиль. Вывешивание штандарта Президента является частью церемонии приветствия Кнессетом Президента государства, и оно снимается с мачты, когда Президент покидает резиденцию Кнессета. В кабинете президента государства штандарт президента постоянно висит, как правило, сбоку от того места, где сидит Президент.
Идея президентского штандарта и его дизайн заимствованы из правил церемонии, принятых в Европе и странах с европейской традицией. В этих странах обычно есть специальный флаг, который представляет главу государства, и поднимается только тогда, когда он лично присутствует в определённом месте. Вывешивание штандарта указывает на то, что при входе в это место необходимо соблюдать особые церемониальные правила.

## Галерея

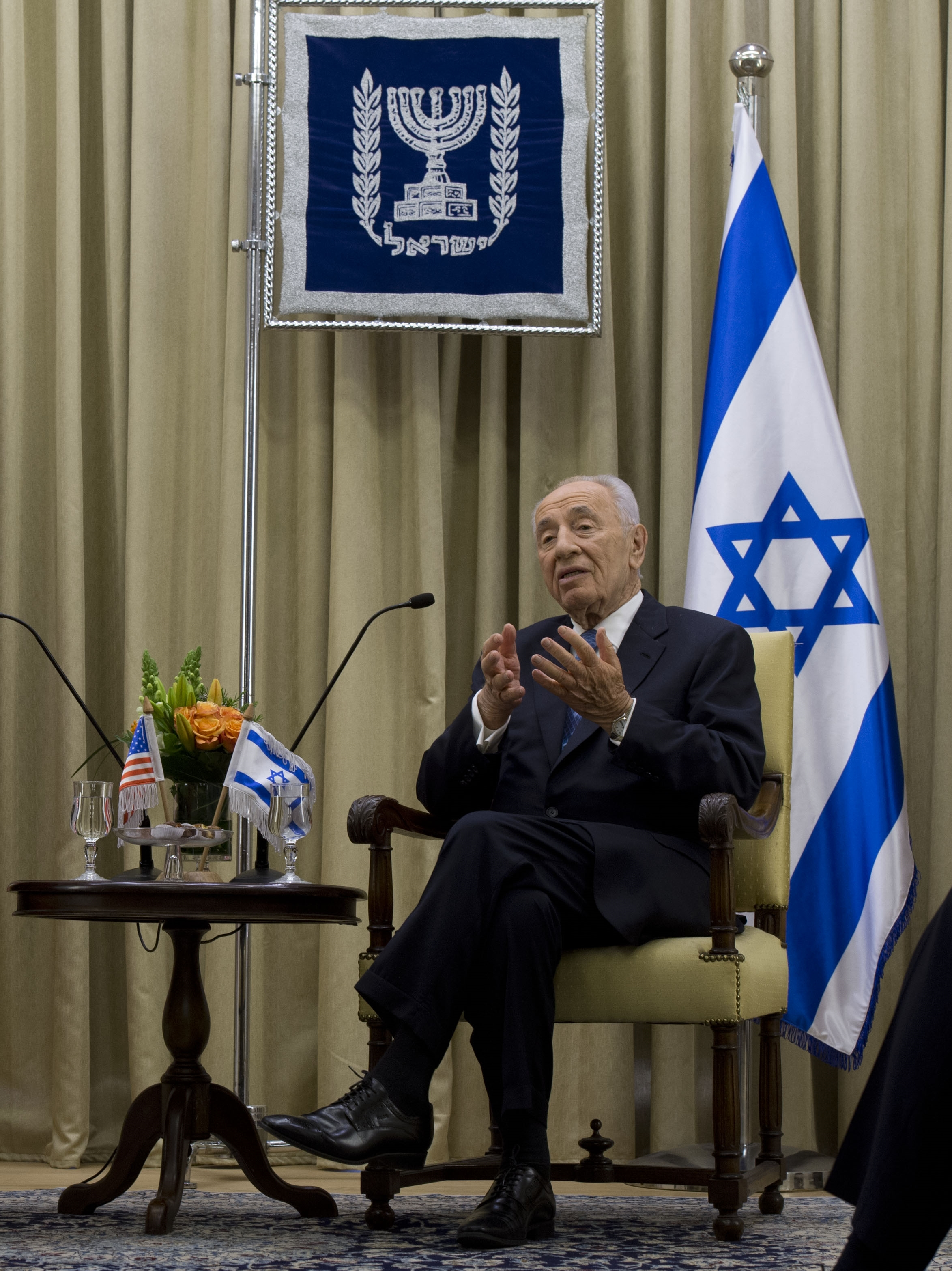
9-й президент Государства Израиль Шимон Перес с президентским штандартом в 2013 году.
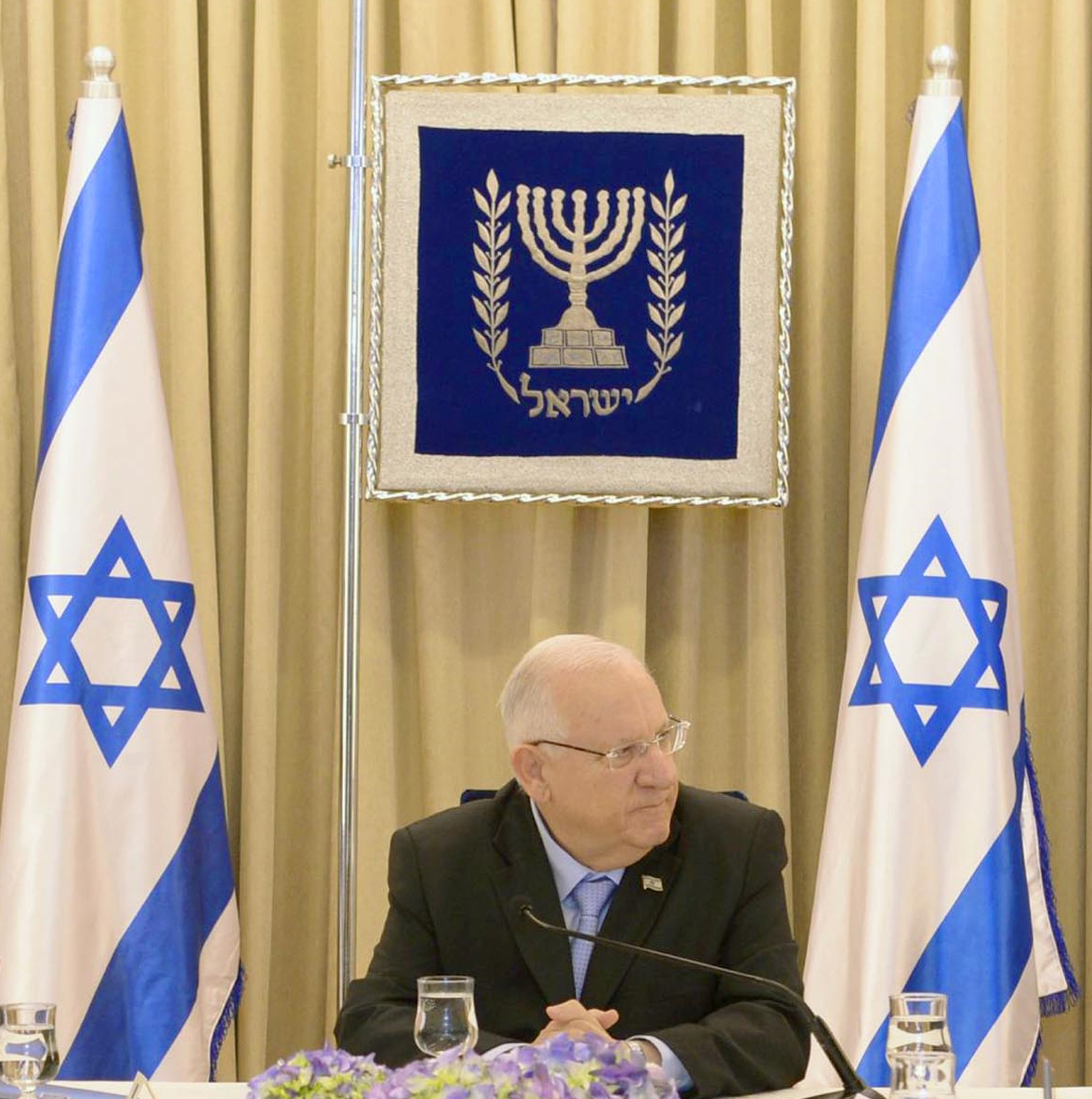
10-й президент Государства Израиль Реувен Ривлин с штандартом президента между израильскими флагами в 2015 году .
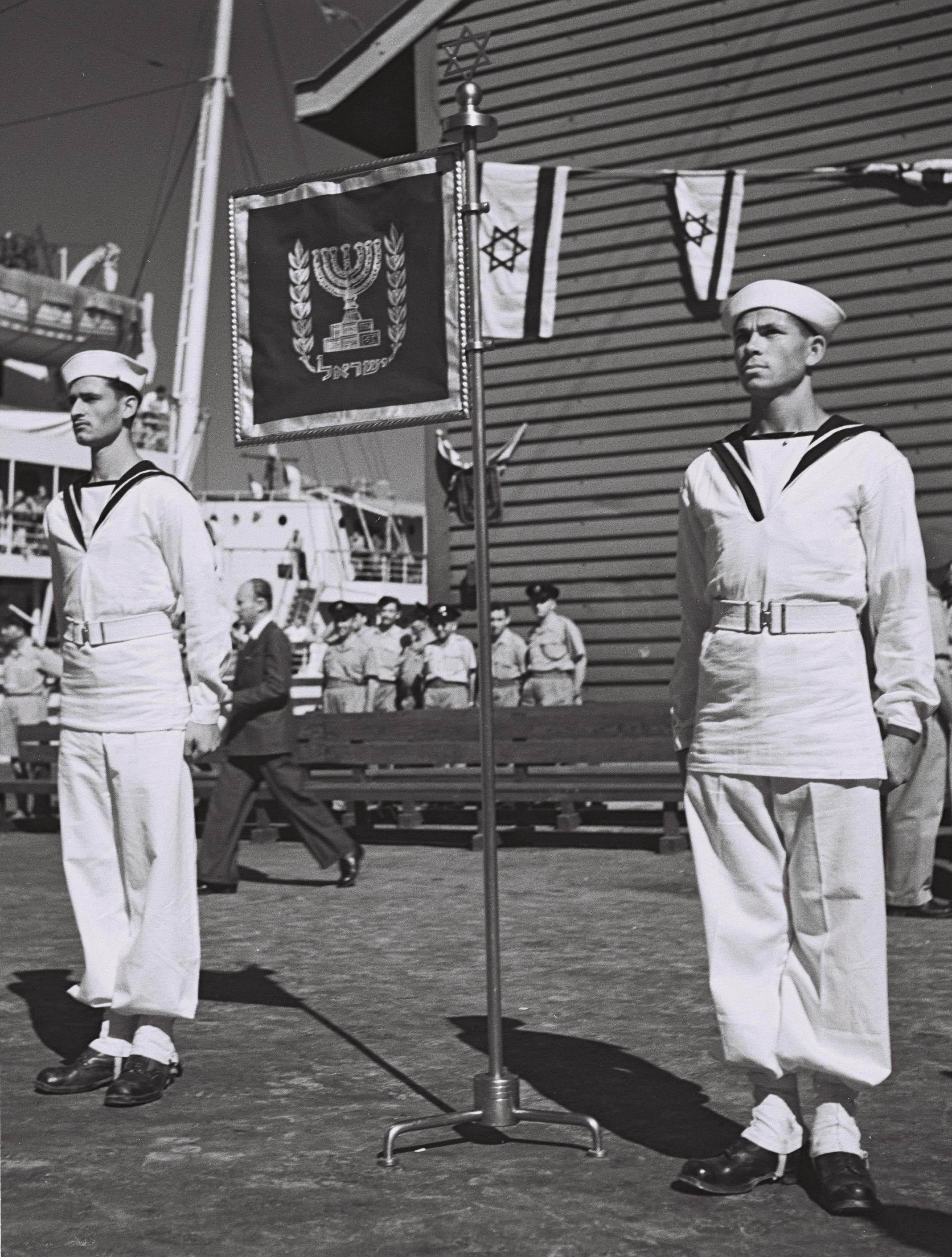
Штандарт президента в порту Хайфы по случаю отплытия президента Хаима Вейцмана в Швейцарию, июль 1950 года